# الضبرة (الرجم)

تعديل مصدري - تعديل

الضبرة هي إحدى قرى عزلة الجرادي بمديرية الرجم التابعة لمحافظة المحويت، بلغ تعداد سكانها 950 نسمة حسب تعداد اليمن لعام 2004.